# Montbron
Montbron – miejscowość i gmina we Francji, w regionie Nowa Akwitania, w departamencie Charente.
Według danych na rok 1990 gminę zamieszkiwały 2422 osoby, a gęstość zaludnienia wynosiła 56 osób/km² (wśród 1467 gmin regionu Poitou-Charentes Montbron plasuje się na 110. miejscu pod względem liczby ludności, natomiast pod względem powierzchni na miejscu 59.).